# Mościcha
Mościcha – wieś w Polsce położona w województwie podlaskim, w powiecie sokólskim, w gminie Dąbrowa Białostocka.
W 1921 roku wieś liczyła 17 domów i 79 mieszkańców, w tym 41 prawosławnych i 38 katolików.
W latach 1975–1998 miejscowość administracyjnie należała do województwa białostockiego.
Przez wieś przebiega droga wojewódzka nr 673.
Prawosławni mieszkańcy wsi należą do parafii  św. Jana Teologa w Dąbrowie Białostockiej, a wierni kościoła rzymskokatolickiego do parafii Świętej Trójcy w Sidrze.